# هناء عبد الفتاح
هناء عبد الفتاح (1 ديسمبر 1941  - 19 أكتوبر 2012 )، ممثل ومخرج مصري.

## عن حياته
والده الفنان عبد الفتاح غبن. شارك أعمال تلفزيونية وسينمائية منذ أن كان صغيرا، حاصل على جوائز عدة أهمها جائزة الدولة التقديرية للفنون، كما حصل على جائزة المجد الأدبي والفني التي تمنحها وزارة الثقافة البولندية لمن أدوا خدمات جليلة للأدب والفن في بولندا.

### وفاته
توفي بعمر يناهز 71 عاماً، في 19 أكتوبر 2012، وذلك بعد تعرضه لأزمة قلبية مفاجئة.

## أعماله

### التمثيل
1. الصفعة 2012 الخواجة
2. فرقة ناجي عطا الله 2012 مزراحي
3. الإمام الغزالي 2012 بطرس الناسك
4. Fair Game 2011 البروفيسور بدوي
5. ابن القنصل 2010
6. أهل كايرو 2010 يونس الغول
7. عايزه أتجوز 2010 ديسكو - ضيف شرف
8. زهايمر 2010 د.شاكر
9. بوبوس 2009
10. ليلة البيبى دول 2008
11. زي النهاردة 2008 د. رفعت أسماعيل
12. حسن ومرقص 2008
13. العيادة ج1 سيت كوم 2008
14. مرجان أحمد مرجان 2007 الدكتور المرتشي
15. الشبح 2007
16. قلب القمر رسوم متحركة 2005
17. السفارة في العمارة 2005 عم داليا شهدي
18. القضاء في الإسلام ج9 2003
19. رجل الأقدار 2002
20. أم كلثوم 1999
21. عاشت للحب 1959 طفل
22. باب الحديد 1958
23. السلام 1900

### الأخراج
1. حلاق بغداد 1999 مخرج
2. شمس الشموس 1987 مخرج
3. ليلة صاخبة جدّا

## روابط خارجية
- هناء عبد الفتاح على موقع الدهليز
- هناء عبد الفتاح على موقع قاعدة بيانات الأفلام العربية